# Sander Lantinga
Sander Lantinga (Biddinghuizen, 27 september 1976) is een Nederlands programmamaker en radio-dj.

## Biografie
Na de School of Media in Zwolle ging Lantinga bij MTV werken, eerst als redacteur en daarna als vj. Hij werd bekend doordat hij maandenlang met een papieren zak over zijn hoofd het programma presenteerde. Voor het programma Summer of Love op MTV reisde Lantinga de hele wereld over en maakte ook nachtprogramma's voor 3FM.
In september 2004 maakte Lantinga de overstap van MTV naar de NPS om dagelijks de SanderSjow te presenteren. Voor dit programma kreeg hij in 2005 de Marconi Award voor aanstormend radiotalent.
Na een jaar van het presenteren van de SanderSjow wilde hij terug op de televisie en maakte daarom in september 2005 de overstap naar BNN, waar hij televisie- en radioprogramma's ging presenteren. Dit betekende echter wel dat de SanderSjow kwam te vervallen, maar hij bleef wel op vrijdagavond samen met zijn collega bij 3FM Coen Swijnenberg Lantinga & Swijnenberg presenteren. In het radioprogramma Wout! op 3FM kreeg hij een eigen rubriek; De Helpdesk, wat eerst onderdeel was van zijn de SanderSjow.
Lantinga was te zien als SuperSander in BNN University, deed seksexperimenten voor Spuiten en Slikken en presenteerde de Nederlandse versie van Top of the Pops.
Op 4 juli 2006 gingen beelden van hem de wereld over, toen hij de tenniswedstrijd op Wimbledon tussen Maria Sjarapova en Jelena Dementjeva verstoorde door poedelnaakt het centercourt te betreden. Deze actie maakte deel uit van het nieuwe seizoen van het BNN-programma Try Before You Die. Na enige tijd door de Londense politie te zijn verhoord werd hij heengezonden met een levenslang toegangsverbod voor Wimbledon.
Voor datzelfde programma kwam Lantinga nog eens in het nieuws. Hij wilde gewichtloosheid ervaren en vloog daarvoor naar Amerika. Voordat hij aan het experiment begon, nam hij een scopolamine bevattende capsule in om zijn maaginhoud binnen te houden. Alleen deugde het pilletje niet. Het Regionaal Medisch Tuchtcollege te Amsterdam veroordeelde op 13 augustus 2008 de bereidend apotheker omdat er tienmaal de normale dosis scopolamine in de capsule zat. Daardoor gingen Lantinga en zijn team hallucineren en raakten zij in een bad trip die bijna drie dagen duurde. Volgens doktoren heeft Lantinga geluk gehad door in een goede conditie te zijn, anders had het zijn dood kunnen worden.
Sinds september 2006 is hij teruggekeerd op 3FM door samen met Coen Swijnenberg iedere middag de Coen en Sander Show te presenteren.
Van 19 tot 24 december 2006 zat Lantinga voor de 3FM-actie 3FM Serious Request in het Glazen Huis op de Neude in Utrecht om daar donaties te werven en non-stopradio te maken. Hij bewoonde het huis samen met 3FM-collega's Giel Beelen en Gerard Ekdom. Dat jaar werd er geld ingezameld voor slachtoffers van landmijnen.
In januari 2007 was Lantinga te zien in het televisieprogramma Wie is de Mol? bij de AVRO. Hij was echter maar één aflevering te zien, omdat hij als eerste afviel.
In 2008 deed hij mee aan Ranking the Stars, een programma van BNN. In oktober 2008 won hij, samen met Coen Swijnenberg, de Gouden RadioRing voor het beste radioprogramma (de Coen en Sander Show).
Van juli 2011 tot juli 2012 was Lantinga in twee seizoenen wekelijks op de televisie te zien in het BNN-programma De Klusjesmannen. In dit televisieprogramma testten Lantinga samen met 3FM-collega Rámon Verkoeijen, verschillende vakantiebaantjes uit. Aan het einde van het programma kregen de bedrijven een trofee in de vorm van een hand, waarvan het aantal vingers aantoont hoe leuk de vakantiebaan is volgens Lantinga en Verkoeijen.
In augustus 2015 maakten Lantinga en Swijnenberg de overstap naar Radio 538 om aldaar de Coen en Sander Show te presenteren. Eind 2016 was Lantinga te zien in het programma The Roast of Gordon.
Op 6 september 2017 werd bekend dat Lantinga voetbalanalist ging worden bij Veronica, daarnaast bleef hij wel De Coen en Sander Show presenteren. Op 12 september 2017 was zijn debuut als voetbalanalist, tijdens de wedstrijd tussen FC Barcelona en Juventus FC. Dit bleef bij een seizoen met een aantal uitzendingen.
Tijdens het Eurovisiesongfestival 2021 was hij een van de commentatoren samen met Cornald Maas. Hij verving Jan Smit die dat jaar het festival presenteerde samen met Edsilia Rombley, Chantal Janzen en Nikkie de Jager.
In mei 2022 werd bekendgemaakt dat Lantinga de middagshow van Radio Veronica zou gaan doen. Hij is vanaf 3 oktober 2022 op maandag tot en met donderdag van 16:00 tot 18:00 te horen op de zender. Daarnaast maakt hij op de vrijdag nog de Coen en Sander Show met Swijnenberg op Radio 538.
In juli 2022 deed Lantinga mee aan het televisieprogramma Het Jachtseizoen van StukTV op SBS6, waarin hij samen met Jan Versteegh een duo vormde. Ze werden hierin na 2 uur en 15 minuten gepakt.
Op 28 september 2023 werd bekendgemaakt dat Lantinga weer een dagelijks radioprogramma met Swijnenberg zou gaan maken bij Joe. De startdatum werd bij de bekendmaking nog niet gecommuniceerd. Op 1 mei 2024 werd echter bekendgemaakt dat hij samen met Coen Swijnenberg op 6 mei 2024 zal starten bij Joe.
In september 2024 deed Lantinga mee aan het televisieprogramma De Verraders Halloween. Lantinga begon als getrouwe, maar werd gechanteerd om een verrader te worden.

### Persoonlijk
Lantinga is sinds 2011 getrouwd met Tessel van der Lugt en heeft samen met haar vier kinderen.

## Discografie

### Singles
| Single met eventuele hitnotering(en) in de Nederlandse Top 40 | Datum van verschijnen | Datum van binnenkomst | Hoogste positie | Aantal weken | Opmerkingen                                                    |
| ------------------------------------------------------------- | --------------------- | --------------------- | --------------- | ------------ | -------------------------------------------------------------- |
| Supergeil!                                                    | 2016                  | 13-02-2016            | tip23           | -            | met Vengaboys & Coen                                           |
| Feest waarvan ik morgen niks meer weet                        | 2018                  | 03-02-2018            | tip27           | -            | met Snollebollekes & Coen / Nr. 89 in de Single Top 100        |
| Lam & Gelukkig                                                | 2019                  | 23-01-2019            | -               | -            | met Snollebollekes & Coen und Sander Fest Allstar & DJ Maurice |